# Wolfgang Schleif
Wolfgang Schleif (Lipsia, 14 maggio 1912 – Berlino, 21 agosto 1984) è stato un regista e sceneggiatore tedesco.

## Biografia
Nato a Lipsia nel 1912, iniziò ad occuparsi di regia presso il Deutsches Theater di Berlino subito dopo gli studi di filosofia, pedagogia e psicologia all'Università di Lipsia.
Tra il 1938 e il 1945 lavorò come assistente del regista Veit Harlan per film quali La peste di Parigi (1938), Verso l'amore (1939) del quale fu anche coautore della sceneggiatura, Süss l'ebreo (1940), La città d'oro (1942) e La cittadella degli eroi (1945), occupandosi in alcuni casi anche del montaggio.
Nel 1947 cominciò a lavorare per la Deutsche Film AG e dopo un paio di corti, nel 1948 diresse con Erich Freund il primo lungometraggio intitolato Grube Morgenrot. A questo seguirono circa trenta film diretti in 15 anni, nei quali Schleif spaziò dal dramma (L'uomo ucciso due volte, 1959) alla commedia (Ach Egon!, 1961), al thriller (Il volto dell'assassino, 1961) fino al musical con il ciclo di film interpretati dall'attore e cantante Freddy Quinn.
Nel 1956, l'associazione Zille Gesellschaft Berlin propose di mostrare alla 6ª edizione del Festival di Berlino il film biografico Die blauen Schwerter, dedicato all'alchimista Johann Friedrich Böttger e diretto da Schleif sette anni prima, ma il direttore della manifestazione Alfred Bauer si oppose alla proposta di proiettare film provenienti dalla Germania Est e nonostante le pressioni del presidente dell'associazione Joachim Albitz, il film fu escluso dal programma.
Da metà degli anni sessanta si dedicò principalmente alla regia di produzioni televisive, tra cui i film musicali Das Blaue vom Himmel (1964) e Königin einer Nacht (1969), la miniserie storica Bürgerkrieg in Rußland (1967-1968) e la seconda stagione delle serie poliziesche Mordkommission (1975) e Kommissariat 9 (1978).

## Filmografia

### Regista
- Lebendige Schule (1947) - Documentario cortometraggio
- Glück auf! (1948) - Cortometraggio
- Grube Morgenrot (1948) - Co-regia con Erich Freund
- Die blauen Schwerter (1949)
- Und wenn's nur einer wär' (1949)
- Saure Wochen - frohe Feste (1950)
- Die Kunst der Pantomime (1951) - Documentario cortometraggio
- Der Sonntagsmaler (1953) - Documentario cortometraggio
- Die Störenfriede (1953)
- Der Mantel (1954) - Cortometraggio
- Ännchen von Tharau (1954)
- Allegri prigionieri (Heldentum nach Ladenschluß) (1955) - Episodio Die Schwäbische Eisenbahn
- Die Mädels vom Immenhof (1955)
- Meine Kinder und ich (1955)
- Il ricco e il povero (Zärtliches Geheimnis) (1956)
- Das Mädchen Marion (1956)
- Made in Germany (1957)
- Die verpfuschte Hochzeitsnacht (1957)
- Gli amanti del Pacifico (Blaue Jungs) (1957)

- Eine Reise ins Glück (1958)
- Rommel chiama Cairo (Rommel ruft Kairo) (1959)
- Freddy, die Gitarre und das Meer (1959)
- L'uomo ucciso due volte (Der blaue Nachtfalter) (1959)
- Freddy unter fremden Sternen (1959)
- Freddy und die Melodie der Nacht (1960)
- Weit ist der Weg (1960)
- Ach Egon! (1961)
- Blond muß man sein auf Capri (1961)
- Il volto dell'assassino (Eheinstitut Aurora) (1962)
- Der rote Rausch (1962)
- I rinnegati di Capitan Kid (Zwischen Schanghai und St. Pauli) (1962) - Co-regia con Roberto Bianchi Montero
- Ferien wie noch nie (1963)
- FBI - operazione vipera gialla (Im Nest der gelben Viper - Das FBI schlägt zu) (1966) - Co-regia con Alfredo Medori
- Hurra, unsere Eltern sind nicht da (1970)
- Der Ehefeind (1972)
- Die Zwillinge vom Immenhof (1973)
- Frühling auf Immenhof (1974)

### Sceneggiatore
- Verso l'amore (Die Reise nach Tilsit), regia di Veit Harlan (1939) - Co-sceneggiatore con Veit Harlan
- Pedro soll hängen, regia di Veit Harlan (1940) - Co-sceneggiatore con Veit Harlan
- Lebendige Schule, regia di Wolfgang Schleif (1947) - Documentario cortometraggio
- Und wenn's nur einer wär', regia di Wolfgang Schleif (1949) - Co-sceneggiatore con Wolfgang Weyrauch
- Saure Wochen - frohe Feste, regia di Wolfgang Schleif (1950) - Co-sceneggiatore con Hermann Werner Kubsch
- Ännchen von Tharau, regia di Wolfgang Schleif (1954) - Co-sceneggiatore con Otto-Heinz Jahn e Hermann Wenniger
- Die Mädels vom Immenhof, regia di Wolfgang Schleif (1955) - Adattamento
- Die Zwillinge vom Immenhof, regia di Wolfgang Schleif (1973) - Co-sceneggiatore con Kurt Nachmann
- Frühling auf Immenhof, regia di Wolfgang Schleif (1974) - Co-sceneggiatore con Kurt Nachmann

## Televisione
Film Tv
- Aktion Brieftaube - Schicksale im geteilten Berlin (1964)
- Das Blaue vom Himmel (1964)
- Rosemarie (1965)
- Landarzt Dr. Vandamme (1965)
- Der Fall Harry Domela (1965)
- Leider lauter Lügen (1965)
- Der Fall Michael Reiber (1965)
- Jean (1965) - Anche autore dell'adattamento con Karin Jacobsen
- Vorsicht bei grauen Schläfen (1965)
- Western Songs - Made in Germany (1966)
- Saison in Salzburg (1966)
- Die Brücke von Remagen (1967)
- Der Fall Wera Sassulitsch (1968)
- Königin einer Nacht (1969)
- Sir Basil Zaharoff - Makler des Todes (1969)
- Der irische Freiheitskampf (1969)
- Mit dem Strom (1972)
- Heiter bis meschugge (1974)
- Mathilde Möhring (1977)
- Wie Rauch und Staub (1979)
- Das waren noch Zeiten - Kleine Geschichten von Kalke & Söhne (1981)
- Bahnhofsgeschichten (1981)
- O du fröhliche - Besinnliche Weihnachtsgeschichten (1981)

Serie Tv
- Melodien aus Amerika (1965)
- Der Forellenhof (1965-1966)
- Slatin Pascha (1967) - Miniserie
- Herr Schrott verwertet sich (1967) - Miniserie
- Bürgerkrieg in Russland (1967-1968) - Miniserie
- Meine Tochter - Unser Fräulein Doktor (1970) - 6 episodi
- Tournee (1970-1971)
- Mein Bruder - Der Herr Dokter Berger (1972)
- Algebra um acht (1973) - 6 episodi
- Drei Partner (1973)
- Mordkommission (1975) - Seconda stagione
- Bitte keine Polizei (1975)
- Unter einem Dach (1976) - 1 episodio
- Im Werk notiert (1976) - 5 episodi
- Mr. Carlis und seine abenteuerlichen Geschichten (1977-1978) - 5 episodi
- Detektiv Harvey (1977-1978)
- Kommissariat 9 (1978) - Seconda stagione
- Die Koblanks (1979)
- I.O.B. Spezialauftrag (1980) - 8 episodi
- Erben will gelernt sein (1981)
- Die unsterblichen Methoden des Franz Josef Wanninger (1982) - 3 episodi